# Opętnik

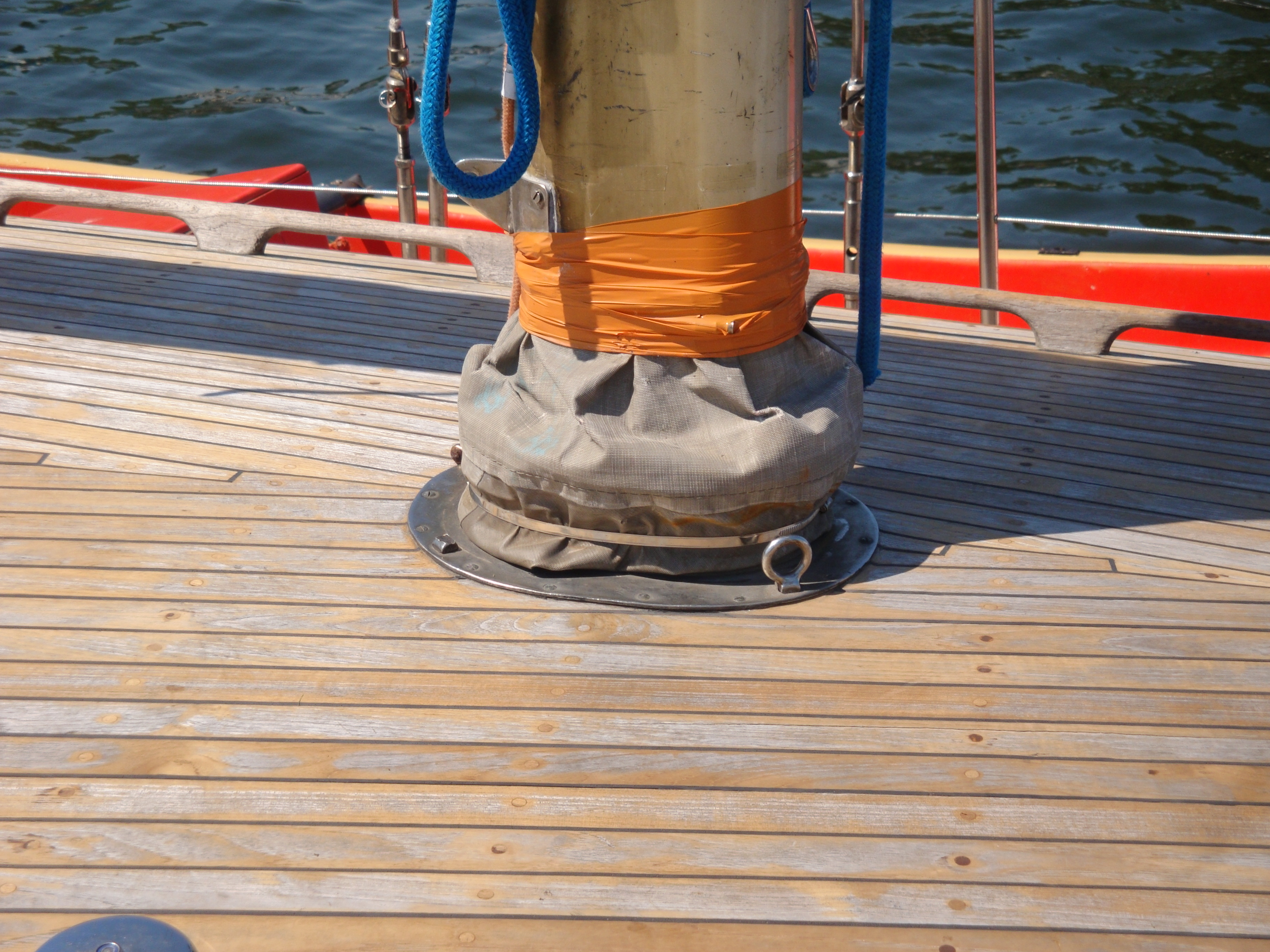
Uszczelnienie opętnika na jachcie

Opętnik – otwór w pokładzie żaglowca, przez który przechodzi kolumna masztu sięgająca konstrukcji dna jednostki. W przypadku, gdy kolumna masztu rozpoczyna się dopiero od wysokości pokładu, opętnik nie występuje.
Otwór ten znajduje się w poszyciu pokładu oraz znajdującym się bezpośrednio pod nim jarzmie masztu, które jest elementem szkieletu żaglowca. Opętnik jest zabezpieczony przed przedostaniem się wody do wnętrza jednostki, a jego brzegi mogą być wzmocnione na szereg różnych sposobów.